# Aimão II de Faucigny
Aimão de Faucigny (m. 1253) foi o senhor de Faucigny (Aymo dominus Fucigniaci) durante o século XIII, sob o nome de Aimão II. Membro da Casa de Faucigny, liderou uma política de expansão na província de Genevois (Condado de Genebra) e no país de Vaud, aliando-se desde muito cedo à Casa de Saboia, inimiga da Casa de Genebra da qual era vassalo.